# Tirà crestat frontgrís
El tirà crestat frontgrís (Myiarchus phaeocephalus) és un ocell de la família dels tirànids (Tyrannidae).

## Hàbitat i distribució
Habita matolls àrids i bosc de les terres baixes a l'oest de l'Equador i nord-oest del Perú.